# Covestro
Covestro AG er en tysk kemivirksomhed, der producerer polyuretan og polykarbonat. Virksomheden blev etableret i 2015 som et spin-off fra Bayer, tidligere var divisionen kendt som Bayer MaterialScience.